# Rafael Martín del Campo
Rafael Martín del Campo ( 3 de enero de 1910, Guadalajara - 25 de diciembre de 1987, México) fue un herpetólogo, y ornitólogo mexicano.
Fue educado en la nueva Universidad Nacional Autónoma de México (UNAM) donde se diplomó en biología en 1931, y luego su máster en 1937 bajo la conducción de Isaac Ochoterena (1885-1950). Se convirtió en asistente en el Instituto de Biología de la UNAM, luego conservador y director del museo de historia natural. En 1964, es profesor de la Facultad de Ciencias de la UNAM, luego decano y, finalmente, en 1985, Profesor Emérito. Formó particularmente a Gustavo Casas Andreu, Óscar Flores-Villela, Zeferino Uribe Peña.
Fue autor de numerosas publicaciones herpetológicas tanto en zoogeografía como en sistemática, interesándose también en el conocimiento zoológico de los pueblos amerindios de México.

## Algunas publicaciones
- rafael martín del Campo. 1942. "Relación de las aves de Chiapas representadas en las colecciones del Instituto de Biología". An. del Instituto de Biología, México, 1942, unam 13(2): 698-710

### Libros
- rafael Martín del Campo, Lourdes Navarijo. 1999. Animales mexicanos: aves y mariposas. Biblioteca escolar. Colibrí: Ciencias naturales. Libros del rincón. Ilustró Felipe Dávalos, Odile Herrenschmidt. tercera edición de SEP, Unidad de Publicaciones Educ. 80 pp. ISBN 968-29-8163-8

- --------------------------------------. 1979. Mexkoeuanij yolkanej. Editor Dirección Gral. de Public. y Bibliotecas Subdir. Técnica de la Dir. Gral. de Educación Indígena, 32 pp.

- rafael montes de Oca, rafael martín del Campo. 1963. Colibríes y orquídeas de México. Editor Ed. Fournier, 34 pp.

- john h. Storer, rafael martín del Campo. 1959. La trama de la vida: Introducción a la ecología. Breviarios 143. Editor Fondo de Cultura Econoḿica, 135 pp.

- rafael martín del Campo. 1956. La anatomía entre los mexica. 23 pp.

- --------------------------------------. 1954. Productos biológicos del Valle de México. 25 pp.

, 1953. Contribuciones al Conocimiento de la Herpetología de Nuevo León. Universidad N.º II: 115-152 pp., Universidad de Nuevo León, Monterrey, México.
- --------------------------------------. 1952. Aves en la historia antigua de México. Vols. 71 y 73 de Boletín de la Soc. Mexicana de Geografía y Estadística. Editor	Soc. Mexicana de Geografía y Estadística, 44 pp.

- --------------------------------------. 1950. Arte plumaria e industria del hilado de plumas entre los Aztecas. Vols. 70-73 de Boletín de la Soc. Mexicana de Geografía y Estadística. Editor Soc. Mexicana de Geografía y Estadística, 249 pp.

- --------------------------------------. 1945. Alimentos y condimentos mexicanos incorporados a la cocina universal. 13 pp.

- --------------------------------------. 1944a. Huevos subfósiles de grulla en el Valle de México. 318 pp.

- --------------------------------------. 1944b. Comentarios acerca de la existencia del mal del pinto en México antes de la conquista española. 339 pp.

- --------------------------------------, bernardino de Sahagún. 1940. Ensayo de interpretación del libro undécimo de la Historia general de las cosas de Nueva España de fray Bernardino de Sahagún: II Las aves. Editor UNAM, 408 pp.

- --------------------------------------. 1940. Ensayo de interpretación del libro undécimo de la Historia general de las cosas de Nueva España. 506 pp.

- --------------------------------------, --------------------------------. 1938a. Ensayo de interpretación del libro undécimo de la historia de Sahagún [Reptiles]. 391 pp.

- --------------------------------------. 1938b. El pulque en el México precortesiano. Editor UNAM, Inst. de Biología, 23 pp.

- --------------------------------------. 1937. Reptiles ponzoñosos de México: las víboras de Cascabel. Vol. 27 de Folletos de divulgación científica. Edición reimpresa de Imprenta del Instituto de Biología, 18 pp.

- --------------------------------------. 1936. Los batracios y reptiles según los códices y relatos de los antiguos mexicanos. 512 pp.

## Fuente
- kraig Adler. 1989. Contributions to the History of Herpetology. Soc. for the study of amphibians and reptiles : 202 pp. ISBN  0-916984-19-2